# Geschichte Bahrains
Die Geschichte Bahrains umfasst die Entwicklungen auf dem Gebiet des Königreiches Bahrain von der Urgeschichte bis zur Gegenwart. Im Verlauf seiner Geschichte war Bahrain aufgrund seiner Insellage vor allem als Handelsplatz von Bedeutung, daneben spielte auch der Handel mit Naturprodukten eine Rolle. Im Altertum lange Zeit unabhängig, war es ab dem 2. Jahrhundert vor Christus nacheinander im Besitz der jeweils dominierenden Großmacht der Region. Im 18. Jahrhundert kam es zu Streitigkeiten um den Besitz der Insel, aus denen der katarische Al-Chalifa-Klan, der ab 1796 auf der Insel residierte, als Sieger hervorging. Von 1861 bis 1971 stand Bahrain unter der Schutzherrschaft Großbritanniens, anschließend gewannen zunehmend die Vereinigten Staaten an Bedeutung. 2002 wurde die absolute Herrschaft der Al Chalifas in eine konstitutionelle Monarchie umgewandelt, dennoch kam es im Zuge des Arabischen Frühlings zu Aufständen.

## Frühgeschichte

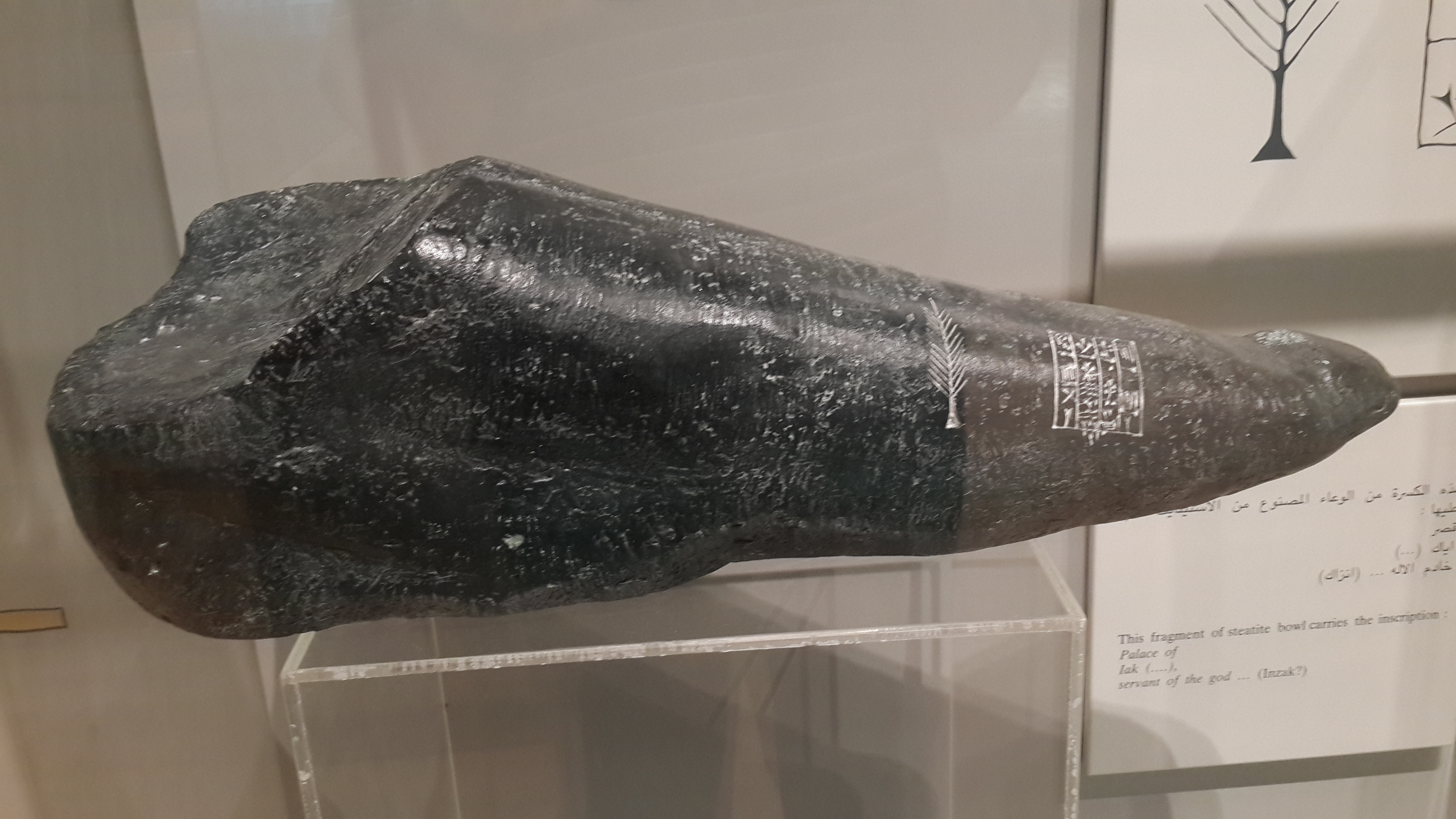
Steinbjekt mit Inschrift, die Rimum nennt. Das Foto zeigt eine Kopie, der originale Stein ist verloren

Bahrain hatte seit dem 4. Jahrtausend v. Chr. für die Hochkulturen in Sumer und Babylon große Bedeutung, vor allem als Zentrum des Handels mit Magan (Oman) und Melucha (Indien). Diese Bedeutung gewann die Insel aufgrund ihrer Süßwasservorkommen und der Perlenbänke vor der Küste. Damals bestand der Fernhandel aus Bauholz und Karneol aus dem fernen Indus-Tal sowie Wollprodukten aus Mesopotamien. Die Kaufleute von Dilmun (alter Name Bahrains) fungierten als Zwischenhändler. Qalʿat al-Bahrain war wahrscheinlich Hauptort der Insel.
Die ältesten archäologischen Reste auf Bahrain stammen aus der Zeit um 2800 v. Chr.: Es handelt sich um eine Dschemdet-Nasr-Scherbe und um ein Siegel aus etwa der gleichen Zeit. Aus der Zeit ab 2400 v. Chr. stammen Reste von Siedlungen und Friedhöfen, die eine eigene Kultur auf Bahrain belegen. Der sogenannte Barbar-Tempel war eine monumentale Tempelanlage, die in diese Zeit gehört. Ein weiterer, eher bescheidener Tempel konnte in einer kleinen Siedlung (Saar) ausgegraben werden.
In der ersten Hälfte des 2. Jahrtausends v. Chr. ist auch Schrift auf Bahrain belegt, wobei man die Keilschrift und als Sprache akkdisch verwendete. Es sind die Namen mehrerer Herrscher bezeugt, die unter monumentalen Grabhügeln bestattet wurden. Yagli-El ist von drei Inschriften bekannt, die sich in seinem Grab fanden. Sein Sohn und Nachfolger war Rimum, der wiederum von einigen wenigen Inschriften bekannt ist. Die Blütezeit der Insel endete im 16. Jahrhundert v. Chr., als der Handel mit Indien durch das Ende der Induskultur zum Erliegen kam. Nun gewann der Export von Perlen und Datteln verstärkt an Bedeutung. Ab 1500 v. Chr. geriet die Insel unter die Herrschaft der Meerland-Dynastie. König Ea-Gamil ist sogar inschriftlich auf Bahrain belegt. Nach dem Verfall der Meerland-Dynastie kam Bahrain unter die Herrschaft der Kassiten (Mesopotamien). Diverse Statthalter sind namentlich überliefert. In Qalʿat al-Bahrain wurde ein großer Statthalterpalast errichtet, dessen genaue Datierung jedoch unsicher ist. Seit 1250 v. Chr. scheint die Insel unabhängig gewesen zu sein. Im 8. Jahrhundert v. Chr. wird Dilmun als Vasall des assyrischen Reichs genannt. Um 800 v. Chr. soll Uperi laut assyrischen Keilschrifttexten in seinem mächtigen Palast regiert haben. Er war Zeitgenosse von Šarru-kīn II. (Sargon II.). Im 6. Jahrhundert v. Chr. war es Teil des Neubabylonischen Reichs.

## Antike

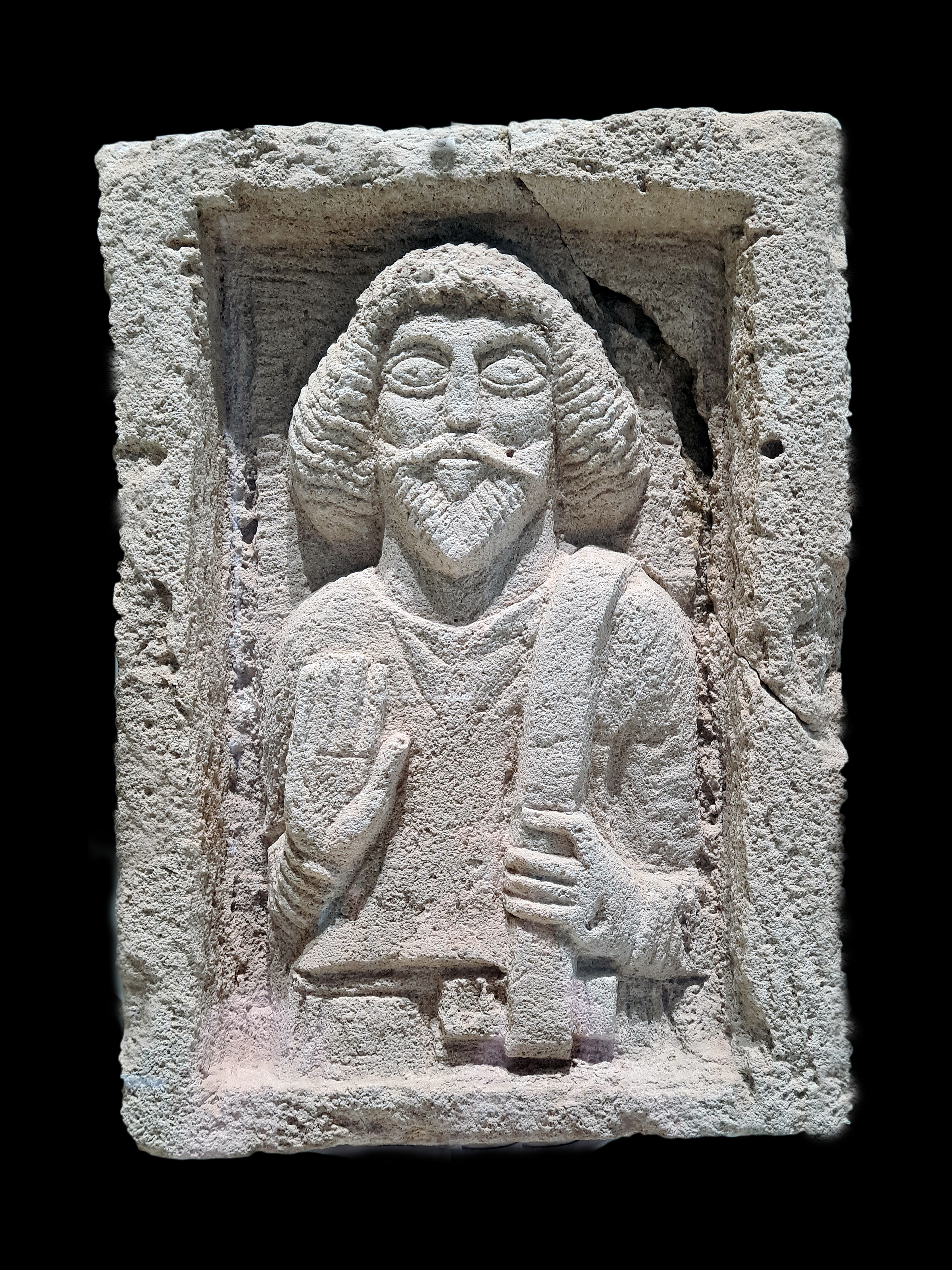
Grabstein, 2. Jahrhundert v. Chr. bis 2. Jahrhundert n. Chr.

Ab 200 v. Chr. kam die Insel wahrscheinlich unter seleukidische, dann parthische und schließlich sassanidische Herrschaft. In antiken Quellen ist die Insel als Tylos bekannt. In dieser Periode gewann die Insel wieder Bedeutung als Handelszentrum, diesmal für Weihrauch aus Südarabien. Am Ende des 2. Jahrhunderts v. Chr. verfiel das seleukidische Reich und die Charakene, die ganz im Süden Mesopotamiens lag, wurde unter Hyspaosines unabhängig. Hyspaosines ist von einer griechischen Inschrift auf Bahrain bekannt, was bezeugt, dass die Insel Teil der Charakene war. Die Charakene wurde nach 124 v. Chr. Teil des parthischen Reiches. Bahrain wurde aber anscheinend weiterhin von der Charakene aus regiert. Yarhai ist ein um 130 n. Chr. amtierender Statthalter auf der Insel. Archäologische Funde, vor allem Grabbeigaben, bezeugen einen umfangreichen Handel mit dem römischen Reich. Zahlreiche Glasgefäße erreichten die Insel. Grabstelen zeigen den Toten und haben phönizisische Vorbilder. Im zweiten nachchristlichen Jahrhundert werden diese Importe jedoch seltener. Aus dieser Zeit stammt auch ein Text von Isidoros von Charax mit der Beschreibung von Perlentauchern auf einer Insel im Persischen Golf, womit vielleicht Tylos gemeint ist.
Am Beginn des 3. Jahrhunderts wurde die Insel Teil des Sassanidenreiches, nachdem der letzte Statthalter, Sanatruq besiegt worden war. Auf der Insel lebten nun auch Christen der nestorischen Kirche. Ein Gebäude, vielleicht ein Bischofspalast, wurde 2019 und von 2021 bis 2023 im Norden der Insel ausgegraben. Diverse Funde von christlichen Kreuzen bezeugen die Anwesenheit von Christen.

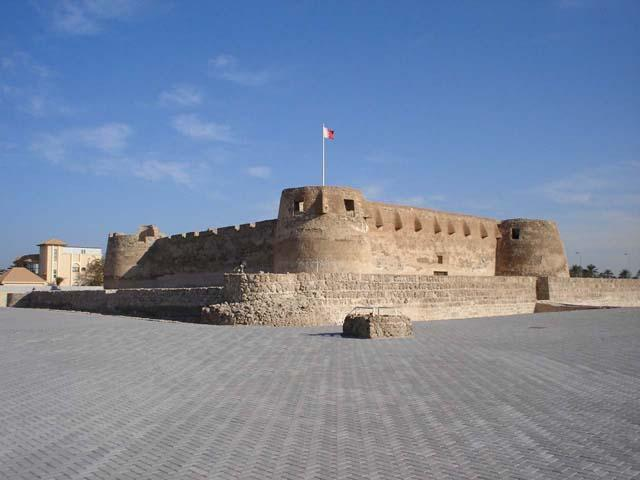
Das Fort Arad in Bahrain aus dem 15. Jahrhundert

## Mittelalter
632 wurde sie von den Moslems erobert. Aus dieser Zeit soll auch die Al-Chamīs-Moschee stammen, die älteste der Insel. Doch ist dieses Erbauungsdatum nicht gesichert. Seit dem 7. Jahrhundert islamisch, geriet die Insel zunächst unter die Herrschaft der Karmaten (899–1075) sowie des persischen Königreichs von Hormuz.

## Neuzeit

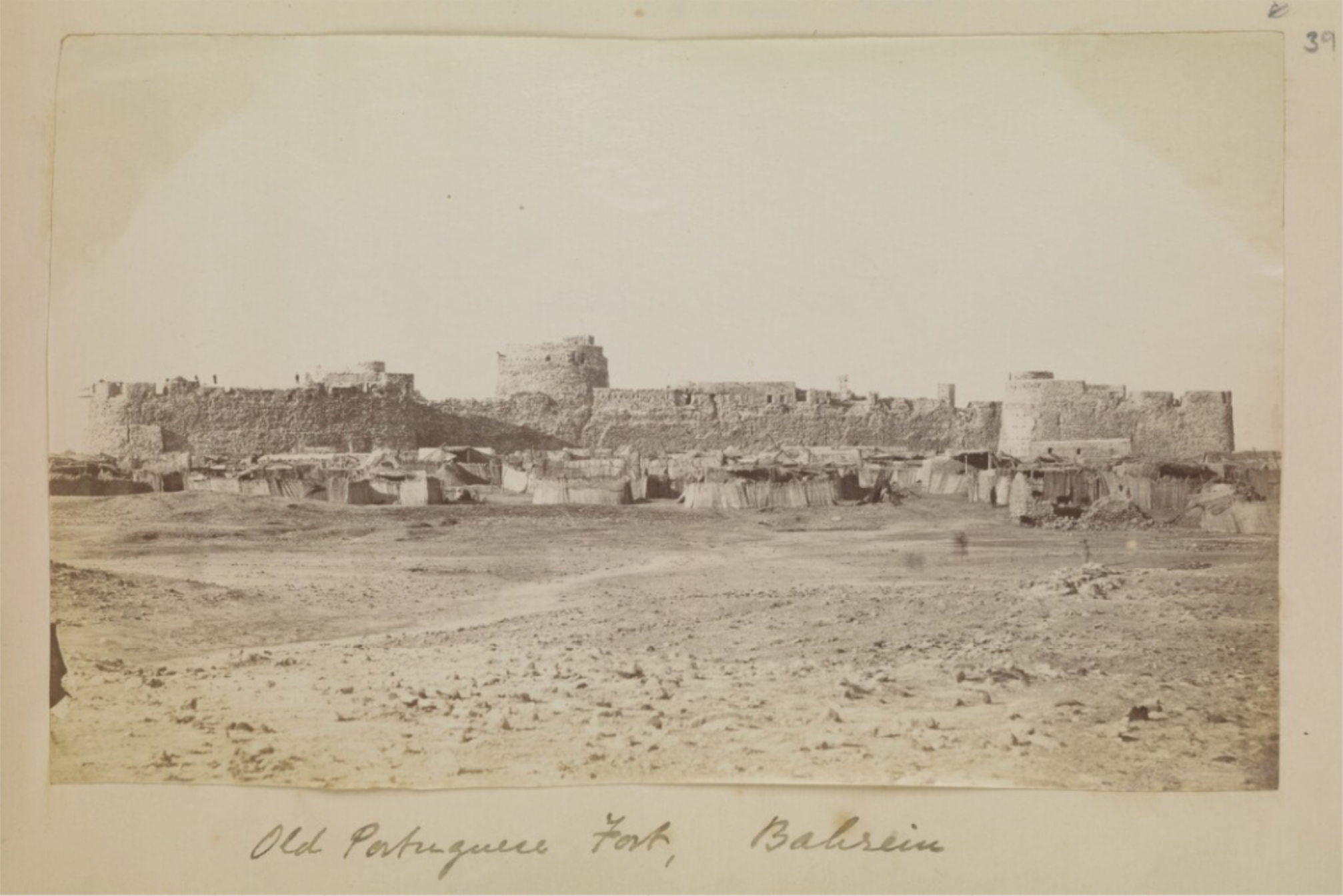
Das Alte Portugiesische Fort in Bahrain, Fotografie 1870

1507 wurde die Insel vom Königreich Portugal besetzt und gewann weiter an Bedeutung (Bahrainisch-portugiesische Beziehungen). Die Portugiesen waren vor allem an der Kontrolle der Perlenfischerei interessiert, die große wirtschaftliche Gewinne abwarf. Erst 1622 (oder 1602) wurden die Portugiesen durch die Perser vertrieben.
Deren Kontrolle über die Insel ging aber bald an Oman verloren, so dass 1739 ein neuer persischer Angriff erfolgte. Allerdings konnten sich die Perser nicht gegen die arabischen Stämme durchsetzen. Nach der Abwehr eines weiteren persischen Angriffs erlangte der Al-Chalifa-Clan aus Katar 1783 die Herrschaft über die Insel. 1796 verlegten die Al Chalifa ihre Residenz nach Bahrain und führten die Insel zu einem großen wirtschaftlichen Aufschwung. Durch ihre Flotte beherrschten sie einen Großteil des Seehandels im Persischen Golf. Als 1799 Oman erneut Bahrain angriff und besetzte, riefen die Al Chalifa die Wahhabiten zur Hilfe, die 1804 ihrerseits die Insel besetzten und erst 1812 durch die Al Chalifa im Bündnis mit dem Oman und Persien vertrieben werden konnten. Allerdings kam die Insel auch in der Folgezeit nicht zur Ruhe, da weitere Angriffe der Omanis erfolgten und auch im Al Chalifa-Clan heftige Machtkämpfe tobten.

## Kolonialzeit
1861 musste Bahrein einen Protektoratsvertrag mit Britannien abschließen. Nach einem heftigen Krieg mit den Al Thani von Katar ging 1868 nach einer britischen Intervention der Einfluss auf Katar verloren. Allerdings führte die britische Schutzherrschaft auch zur Beendigung der Machtkämpfe innerhalb der Al Chalifa. Nachdem am Anfang des 20. Jahrhunderts die Perlenfischerei für Bahrain sehr große wirtschaftliche Bedeutung gehabt hatte, kam es nach 1930 zum Zusammenbruch dieses Wirtschaftszweiges, als Japan mit Zuchtperlen auf den Weltmarkt drängte. Allerdings wurde schon 1932 Erdöl gefunden.

## Jüngste Geschichte
Am 15. August 1971 erklärte sich Bahrain unter Scheich Isa ibn Salman Al Chalifa (1961–1999) von Großbritannien unabhängig und lehnte damit wie Katar eine Vereinigung mit den Vereinigten Arabischen Emiraten zur Föderation Arabischer Emirate ab. Nun erhielten die USA einen Luftwaffen- und Flottenstützpunkt auf der Insel. 1975 wurde die absolute Monarchie des Chalifa-Clans proklamiert. Schiitische Unruhen und Umsturzversuche nach der iranischen Revolution (1979, 1981) wurden niedergeschlagen. 1981 war Bahrain auch Gründungsmitglied des Golf-Kooperationsrats.
Im September 1982 liefern die USA sechs Kampfflugzeuge vom Typ F-5F inkl. Raketen im Wert von 180 Millionen US-Dollar. Damit verfügte der Golfstaat erstmals über eine Luftwaffe.
Wegen der Erdölförderung kam es seit 1986 immer wieder zu Grenzkonflikten mit Katar und Saudi-Arabien, die erst 2001 durch den Internationalen Gerichtshof in Den Haag geschlichtet wurden. Im Dezember 1998 flogen amerikanische Bomberflugzeuge vom Typ B-1 von dem Luftwaffenstützpunkt Scheich Isa Luftangriffe gegen den Irak („Operation Desert Fox“)
Seit 2000 begannen unter dem neuen Scheich Hamad bin Isa (seit 1999) demokratische Reformen, in deren Folge 2002 die konstitutionelle Monarchie begründet wurde. Das Frauenwahlrecht wurde 2002 eingeführt.
Während des Arabischen Frühlings kam es auch in Bahrain ab dem 14. Februar 2011 zu schweren Protesten gegen die Regierung und den König Hamad bin Isa Al Chalifa. Da der König der sunnitischen Minderheit Bahrains angehört und es sich bei dem Großteil der Demonstranten um Vertreter aus der schiitischen Bevölkerungsmehrheit handelte, hatten die Unruhen auch einen konfessionellen Hintergrund. Als die Lage immer weiter außer Kontrolle geriet, entsandte König Abdullah bin Abd al-Aziz von Saudi-Arabien, welcher befürchtete, dass durch den Sturz des Königs der Iran entscheidenden Einfluss in Bahrein gewinnen könnte, Soldaten in das Nachbarland, welche die Proteste in der Folge fast komplett eindämmen konnten.
Am 15. September 2020 wurde ein Friedensvertrag zwischen Israel und Bahrain in Washington, D.C. geschlossen.